# Doug Ford Jr.
Douglas Robert Ford (Etobicoke, 20 de novembro de 1964) é um empresário e político canadense que atua como 26º e atual premiê da província canadense de Ontário, desde 29 de junho de 2018., sua vitória na eleição conseguiu romper o dominio de 15 anos do Partido Liberal no governo ontariano.

## Participação politica
Doug Ford é filho de um empresário que também já havia sido politico de Ontário.
A carreira política de Doug teve por base a oposição ao grupo politico-ideológico que exercia o comando há anos da província; plataforma politica esta que o fez ser eleito em 2018 governante de Ontário interrompendo este ciclo.
Em 2025, como resposta a Guerra comercial na América do Norte iniciada pelos Estados Unidos contra o Canadá, Doug Ford, como primeiro-ministro da província de Ontário, tornou-se numa das principais figuras políticas canadenses contrárias as taxações impostas por Donald Trump. Doug retirou bebidas alcoólicas norte-americanas das lojas do governo e proibiu as empresas dos EUA de participarem das licitações públicas. Além disso, ele propôs sobretaxar a eletricidade produzida no Canadá que é exportada para três estados norte-americanos (Nova York, Michigan e Minnesota), chegou até mesmo a sugerir a interrupção do fornecimento de energia ao país vizinho; fato que desagradou o presidente dos Estados Unidos.
Ainda como consequência das disputas comerciais entre os dois países, Doug Ford buscou atingir o empresário Elon Musk, principal apoiador de Trump, ao cancelar o contrato com a Starlink, que previa fornecer internet para locais afastados em troca de cerca de US$ 100 milhões.